# Hymenocephalus papyraceus
Hymenocephalus papyraceus är en fiskart som beskrevs av Jordan och Gilbert, 1904. Hymenocephalus papyraceus ingår i släktet Hymenocephalus och familjen skolästfiskar. Inga underarter finns listade i Catalogue of Life.